# Náměstí Firdaus
Náměstí Firdaus (arabsky ساحة الفردوس‎) je náměstí v jihovýchodním Iráku. V překladu znamená doslova Rajské náměstí (slovo firdaus) v arabštině znamená ráj. Na náměstí se nachází několik významných bagdádských budov a památníků. Náměstí má podobu parku s fontánami a obklopuje jej velký kruhový objezd. Plocha náměstí činí okolo 2000 m2 a má kruhový tvar.

## Poloha
Náměstí se nachází v prostřední části ulice Al-Sa'dún, která spojuje náměstí Tahrír a náměstí Kahramana. Nedaleko od něj vede i ulice Abú Núvás, která lemuje břeh řeky Tigrisu. Na náměstí se nachází mešita 17. ramadánu a známé bagdádské hotely: hotel Palestina a Hotel Sheraton Ishtar. 
Na náměstí se rovněž nacházela socha Saddáma Husajna, která byla svržena během války v Iráku. Její svržení se stalo jedním ze symbolů války. 

## Historie
V době existence irácké monarchie byl na toto náměstí umístěn památník neznámého vojína. Odhalen byl roku 1959. Podle něj se také i veřejné prostranství jmenovalo. Následně jej v roce 1982 nahradila zmíněná socha Saddáma Husajna, která zde stála až do roku 2003. Tehdy byla svržena iráckým davem. Zda-li se jednalo o spontánní událost, nebo skutečnost zorganizovanou pro potřeby zvýšení morálky v závěru války, je předmětem diskuze.

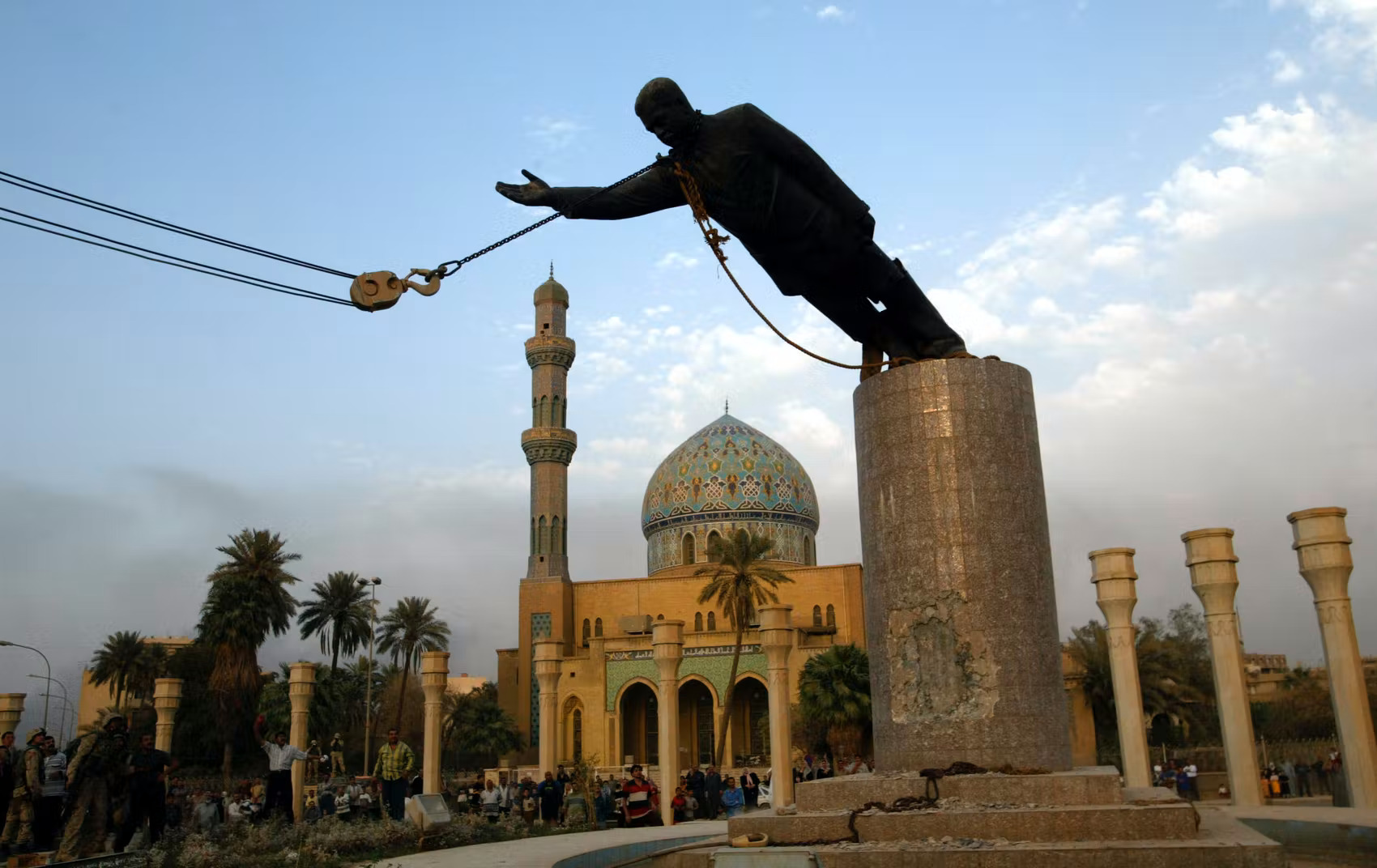
Svržení sochy Saddáma Husajna.

Po období irácké nestability po skončení války bylo náměstí místem častých protestů i teroristických útoků. A to především díky přiléhajícím dvěma hotelům, které byly oblíbené u zahraničních návštěvníků irácké metropole, a především novinářů. Dne 9. dubna 2005 se zde uskutečnila rozsáhlá demonstrace, kterou zorganizoval šíitský duchovní Muktada al-Sadr a další představitelé iráckého veřejného života. V obdobné době se zde odehrály různé útoky namířené na okolní hotely. Demonstrace se zde konají často.
Husajnovu sochu později nahradila zelená abstraktní socha, která zde zůstala do roku 2013. Obklopovaly ji stylizované sloupy. V Bagdádu probíhala okolo roku 2009 diskuze o obnově původního památníku neznámého vojína na tomto náměstí. Přestože padlo rozhodnutí takto učinit, stavební práce nebyly zrealizovány a památník obnoven nakonec nebyl.
Mezitím náměstí zůstalo prázdným prostranstvím. Teprve v roce 2020 bagdádský magistrát inicioval rekonstrukci veřejného prostoru a jeho úpravu do současné podoby. Projekt pomohly realizovat některé irácké veřejné banky ve spolupráci s centrální bankou Iráku. Náměstí bylo znovuotevřeno v květnu 2021.